# 沃加鎮區 (北達科他州麥克亨利縣)
沃加鎮區（英語：Wagar Township）是位於美國北達科他州麥克亨利縣的一個鎮區。

## 地方資料
沃加鎮區的面積為93.43平方千米，當中陸地面積為93.26平方千米，而水域面積為0.17平方千米。根據2020年美國人口普查的數據，當地共有人口31人，而人口密度為每平方千米0.33人。